# Octaaf Decock

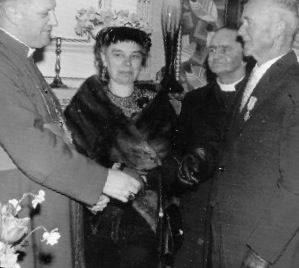
Octaaf Decock (rechts) ontvangt onderscheiding van bisschop Desmedt (links) in aanwezigheid van Alice Declercq en eerwaarde Dossaer.

Octaaf Decock was schoolhoofd van de gemeentelijke jongensschool van Ingooigem tussen 24 september 1919 en 1 januari 1945, daarvoor was hij leraar sedert 1 juli 1908. In het interbellum was hij een belangrijke figuur in de uitbreiding van het onderwijs te Ingooigem. In 1925 richtte hij te Ingooigem de 'Studiebond der Jeugd' op, een lokale naschoolse beweging met als doel de landbouwersjeugd bij te scholen in landbouwtechnieken. Hij ging op pensioen begin 1945, nadat hij gedurende de Tweede Wereldoorlog de school had blijven besturen, waarna hij ere-schoolhoofd bleef. In 1955 richtte hij een motie tot te regering van onderwijsminister Leo Collard om te protesteren tegen de nieuwe onderwijswetten die de gemeentelijke autonomie in deze materie zouden inperken.
Hij ontving de Gouden Palmen der Kroonorde in 1945, de 'burgerlijke medaille 1ste klas' in 1934 en het 'Bijzonder Landbouwereteken 2de klas' in 1936.